# Encyclia acutifolia
Encyclia acutifolia – gatunek epifitycznych roślin z rodziny storczykowatych (Orchidaceae) występujący na Kubie i Haiti w lasach na wysokościach do 400 m n.p.m. Charakteryzuje się pseudobulwami o kształcie jajowatym do gruszkowatego, z 1-2 ze sztywnymi i skórzastymi liśćmi. Kwitnie latem do późnej zimy, wytwarzając wierzchołkowy, groniasty kwiatostan o długości do 34 cm. W kwiatostanie rozwija się do 6 kwiatów o średnicy około 3,8 cm. 

## Systematyka
Gatunek rodzaju Encyclia sklasyfikowany do podplemienia Laeliinae w plemieniu Epidendreae, podrodzina epidendronowe (Epidendroideae), rodzina storczykowate (Orchidaceae), rząd szparagowce (Asparagales) w obrębie roślin jednoliściennych.